# Raphaël Delville
Raphaël Delville, né le 3 mars 1894 à Saint-Gilles et décédé le 23 août 1970 est un architecte belge actif durant l'entre-deux-guerres bruxellois. Ses maisons et immeubles de style moderniste se trouvent principalement dans la commune d'Uccle et dans le sud-est de Bruxelles.

## Biographie

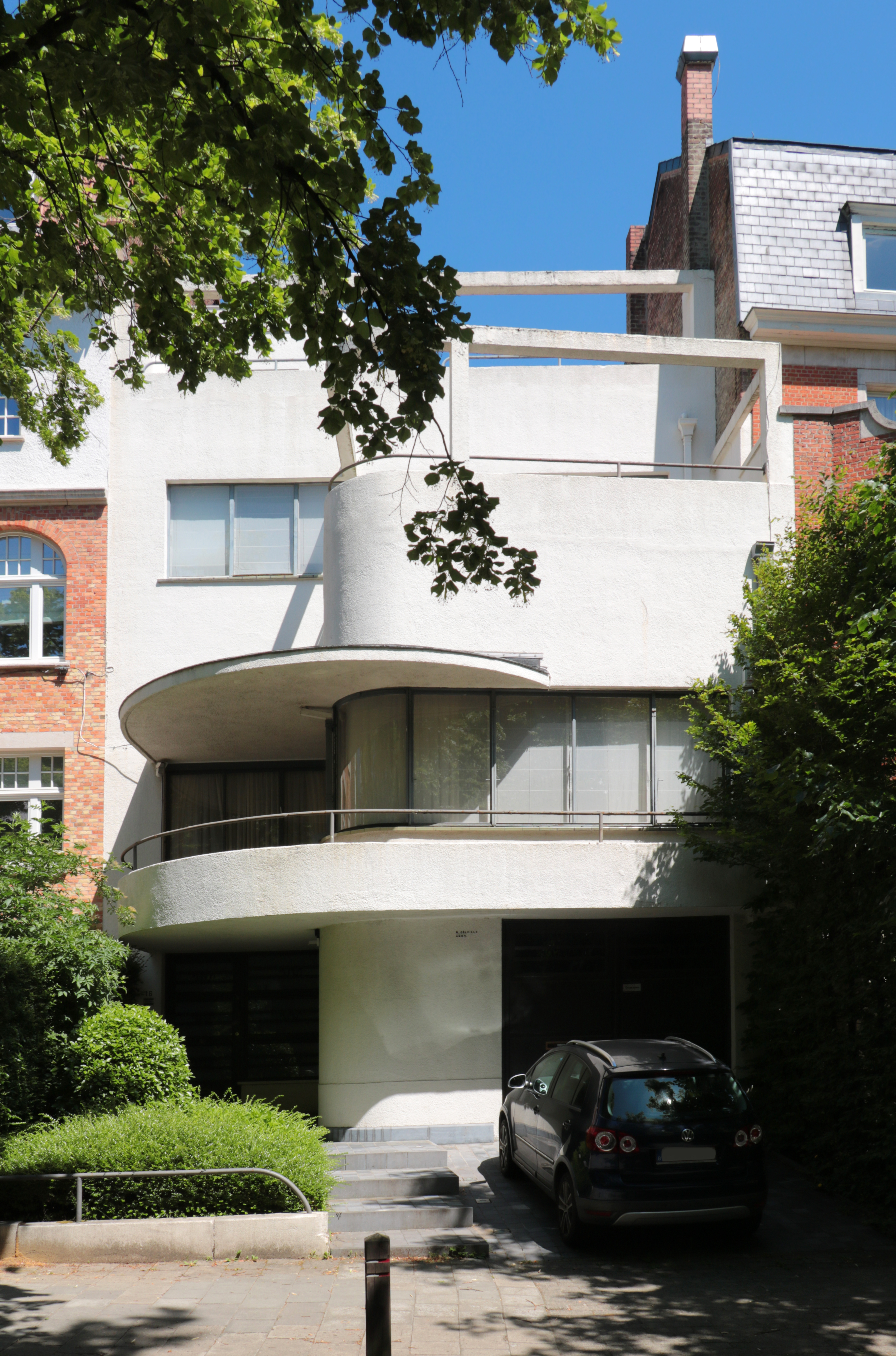
Maison des Terrasses (1935).

Raphaël Delville naît en 1894 à Saint-Gilles. Son père est le célèbre peintre symboliste Jean Delville. Il se forme à l'Académie Royale des Beaux-Arts de Bruxelles où il suit des cours d'architecture ainsi qu'une formation à la sculpture et à la peinture.

## Style architectural
Les réalisations de Raphaël Delville sont considérées de style moderniste et Art déco de l'époque. Les bâtiments plus anciens se rapprochent plus du style Art déco par le choix des matériaux et des éléments de façade tandis que ses réalisations plus tardives sont beaucoup plus modernes. Il a été inspiré par Le Corbusier, architecte et théoricien phare des mouvements moderniste et puriste. Il propose une interprétation classique de ses théories.
Delville est qualifié d'architecte fonctionnaliste, comme d'autres architectes de son époque tel Stanislas Jasinski. Dans ses ouvrages on reconnaît énormément d'éléments issus de ce mouvement comme le béton armé recouvert de crépi, les châssis et garde-corps métalliques, les fenêtres en bandeau ou encore le toit-terrasse. Les façades sont composées non symétriquement avec des éléments géométriques droits et courbes et des volumes décrochés.

### Inspirations diverses
En plus d'être architecte, Raphaël Delville a été formé en tant que sculpteur et peintre durant ses études. Ces acquis transparaissent dans sa manière de composer avec des volumes et des ouvertures en offrant des constructions et des façades équilibrées. De plus, il a à plusieurs reprises intégré des œuvres d'art plastique dans ses constructions, notamment des bas-reliefs décorant la façade de la villa de la rue du Brésil. Ceux-ci étaient issus des ateliers de moulage du Cinquantenaire à Bruxelles.

## Quelques œuvres
Delville a réalisé dans les années 1920 à 1930 des villas, des maisons mitoyennes ou de petits immeubles à appartements.

### Bruxelles
- 1928 : immeuble à appartements de style Art-Déco conçu pour Eugène Ysaÿe-Bourdeau, 2 Rue Emile Bouilliot à Ixelles[3]
- 1931 : maison moderniste, 17 square Coghen à Uccle[8]
- 1933 : maison 3 façades moderniste, 119 rue Edith Cavell à Uccle[9], la maison est une des plus étroites de la rue (3 mètres seulement)[10]
- 1933 : villa moderniste, 5 avenue du Gui à Uccle[11]
- 1935 : Maison des Terrasses, 16 avenue de l'Echevinage à Uccle[12] (elle a été surnommée "la maison des terrasses" par J. L. Fouquet[6])
- 1935 : Villa Lejeune, 28 avenue du Gui à Uccle[13]
- 1937 : villa moderniste, 3 avenue du Brésil à Bruxelles (extension-sud)[14]
- 1937 : immeuble à appartements moderniste, 95-96 boulevard Emile Jacqmain à Bruxelles[15]
- 1937 : maison moderniste, 206 avenue Franklin Roosevelt à Bruxelles[16]
- 1938 : maison moderniste, 7 avenue de l'Uruguay à Bruxelles[17]
- 1939 : immeuble à appartements, 102-104 boulevard Maurice Lemonnier à Bruxelles[18]
- 1962 : immeuble à appartements, 73 avenue de l'observatoire à Uccle.  L'immeuble comporte trois appartements, une conciergerie et trois garages.  Il présente les éléments du style de l'architecte.
- 1939 : maison 3 façades moderniste, 52 avenue du Manoir à Uccle[19]

### Maisons classées
- 1937 : maison H. Genicot, 22 avenue Kamerdelle - classée au registre du patrimoine protégé bruxellois le 16 mars 1995